# 824
824 (DCCCXXIV) var ett skottår som började en fredag i den julianska kalendern.

## Händelser
- Extremt kallt väder i Europa efter ett stort vulkanutbrott av Katla mellan senhösten 822 och tidig vår 823.

### Maj
- 11 maj – Sedan Paschalis I har avlidit den 11 februari väljs Eugenius II till påve.

### Okänt datum
- Basker och Banu Qasi besegrar de frankiska vasallerna Eblo och Aznar i det tredje slaget vid Roncevauxpasset.
- Iñigo Arista gör uppror mot frankerna och grundar kungariket Navarra (omkring detta år).
- Constitutio Romana fastslår att den tysk-romerska kejsaren har högre auktoritet än påven.

## Födda
- Al-Tirmidhi, sammanställare av hadither.
- Ibn Maja, sammanställare av hadither.

## Avlidna
- 11 februari – Paschalis I, påve sedan 817.
- Heizei, kejsare av Japan (född 774).
- Thomas, pretendent till den bysantinska tronen, bror till Mikael II.
- Han Yu, filosof, essäist och poet under den kinesiska Tangdynastin (född 768).
- Muzong, kejsare av Tang.